# Циришки протоколи
Циришки протоколи се односе на два билатерална протокола која су 2009. потписале Јерменија и Турска, а која су предвиђала почетак процеса нормализације односа између две земље. Протоколи су укључивали одредбе за успостављање формалних дипломатских односа, отварање турско-јерменске границе (која је затворена од 1993. године) и успостављање заједничке историјске комисије о питању геноцида над Јерменима. У поступку споразума, који се касније показао неефикасним, посредовале су Сједињене Државе, Русија и Француска.
Министри иностраних послова, Ахмет Давутоглу за Турску и Едуард Налбандјан за Јерменију, потписали су 10. октобра 2009. године у Цириху два протокола на церемонији којој су присуствовали и тадашња државна секретарка САД Хилари Клинтон, високи представник ЕУ за заједничку спољну и безбедносну политику Хавијер Солана, француски министар спољних послова Бернар Кушнер и министар спољних послова Русије Сергеј Лавров.
Протоколи су захтевали ратификацију од стране парламената обе земље. У настојању да се раздвоје питања, у протоколима се не помиње сукоб између Јерменије и Азербејџана око Нагорно-Карабаха. Они такође нису укључивали рок за ратификацију.
Уставни суд Јерменије је 12. јануара 2010. године одобрио Протоколе уз низ запажања за које је турска страна сматрала да садрже „предуслове и рестриктивне одредбе које нарушавају слово и дух протокола“. Турска страна је такође почела да везује процес нормализације са конфликтом у Нагорно-Карабаху, при чему је турски премијер Реџеп Тајип Ердоган изјавио да турско-јерменска граница неће бити отворена без повлачења јерменских снага са територије Азербејџана.
Протоколи су се суочили са огромним критикама у обе земље, при чему су неки Јермени оптужили своју владу за продају, а неки у Турској узнемирени што се Протоколи не односе на питање Нагорно-Карабаха. У међувремену, Азербејџан је негативно реаговао на Протоколе и извршио притисак на Турску да не иде даље у зближавање са Јерменијом. Дакле, Протоколи су стајали у парламентима оба народа без ратификације након потписивања.
У фебруару 2015. јерменски део, који је представљао председник Серж Саргсјан, опозвао је протоколе из парламента, позивајући се на „одсуство политичке воље“ на турској страни. Затим, у децембру 2017, наводећи недостатак било каквог „позитивног напретка у њиховој имплементацији“ од стране Турске, јерменска страна је обећала да ће их прогласити неважећим и ништавним, што је Јерменија формално и учинила 1. марта 2018.
Упркос горчини која је резултат застоја у процесу нормализације, неки аутори сматрају да би Циришки протоколи и даље могли да представљају пут напред за процес нормализације односа Јерменије и Турске.

## Позадина

### Посета турског председника Јерменији 2008. године
У септембру 2008, турски председник Абдулах Гул постао је први турски шеф државе који је посетио Јерменију након што је прихватио позив јерменског председника Сержа Саргсјана да присуствује фудбалској утакмици квалификација за Светско првенство у фудбалу између турске и јерменске фудбалске репрезентације. Разговори током утакмице били су усредсређени на билатералне односе и Карабах, и нису се дотицали геноцида, иако је турски министар спољних послова Али Бабаџан покренуо то питање убрзо након тога. Оба председника и штампа у њиховим земљама позитивно су се одразили на посету која је поставила основ за отопљење дипломатских односа за које се очекивало да ће постићи велики напредак на време  Саргсјанове реципрочне посете Турској у октобру како би пратио реванш меч.

### Преговори за нормализацију дипломатских односа
Уочи посете америчког председника Барака Обаме Турској 2009. године, извори у Анкари и Јеревану најавили су да би ускоро могао бити постигнут договор о поновном отварању границе између две државе и размени дипломатског особља на шта је нови председник САД позитивно одговорио пошто је позвао Турску да се помири са прошлошћу и реши јерменско питање. Званичници у Азербејџану су, међутим, реаговали са забринутошћу, што је изазвало бурну дебату у турском парламенту са лидером Партије националистичког покрета Девлетом Бахчелијем који је поделио „оправдану забринутост“ азербејџанског народа упозоравајући владу „ваш приступ Јерменији штети нашем достојанству“, а лидер Републиканске народне странке Дениз Бајкал је питао: "Како можемо игнорисати текућу окупацију Азербејџана?" Турски премијер Ердоган покушао је да ублажи ове забринутости 10. априла најављујући да „осим ако Азербејџан и Јерменија не потпишу протокол о Нагорно-Карабаху, нећемо потписати никакав коначни споразум са Јерменијом о везама. Обављамо прелиминарне радове, али то дефинитивно зависи од решавања проблема Нагорно-Карабаха.“ Турски министар иностраних послова Али Бабаџан је појаснио да „желимо решење у којем су сви победници“, у изјави датој пре састанка министара иностраних послова Организације за црноморску економску сарадњу 15. априла у Јеревану, додајући „ми не кажемо, 'Хајде да прво решимо један проблем, а касније други.' Желимо да сличан процес почне између Азербејџана и Јерменије. Помно пратимо разговоре између Азербејџана и Јерменије.“
Јерменски министар спољних послова Едуард Налбандјан потврдио је да су „Турска и Јерменија прешле дуг пут ка отварању турско-јерменске границе, и да ће се приближити њеном отварању ускоро“, али је одбацио било какву везу са спором око Нагорно-Карабаха за који је он навео да се ради преко Минске групе ОЕБС-а. Политички директор Јерменске револуционарне федерације Гиро Манојан добро је реаговао на зближавање и поновио Бабаџанову изјаву „да ће не само Јерменија, већ ће обе стране победити ако се граница отвори“ и одговорио на подсећања на злостављање турске заставе током комеморација поводом Дана геноцида над Јерменима претходне године изјавом да „обећавам да се овога пута неће догодити тако нешто, ако можемо да задржимо контролу“ пре него што је наставио да упозорава „да ће преговори бити прекинути ако се спор између Јерменије и Азербејџана око Нагорно-Карабаха постави као предуслов“.
Међународна кризна група објавила је извештај о нормализацији у којем се наводи да „политизована дебата да ли да се призна као геноцид уништење већег дела османског јерменског становништва и застој јерменско-азербејџанског сукоба око Нагорно-Карабаха, не би требало да зауставе замах“ јер „нерешени јерменско-азербејџански конфликт око Нагорно-Карабаха и даље ризикује да поткопа потпуно усвајање и спровођење потенцијалног пакетног споразума између Турске и Јерменије“, а „билатерални детант са Јерменијом би на крају могао да помогне Бакуу да поврати територију боље од тренутног застоја“.

### Најава привремене "мапе пута"
22. априла 2009. објављено је да су дипломатски преговори на високом нивоу у Швајцарској од 2007. године „постигли опипљив напредак и међусобно разумевање“, и да је „идентификована мапа пута“ за нормализацију дипломатских односа између две земље, иако још није потписан никакав формални текст. Турски премијер Ердоган је следећег дана у званичном саопштењу потврдио да ће „када све постане конкретно, биће потписан споразум. Таквог текста још нема; постоји прелиминарни договор. То значи да имамо процес који је у току. То је оно што подразумевамо под распоредом.“
Турски лист Радикал потврдио је да ће бити успостављена међувладина конференција између Анкаре и Јеревана на којој ће се детаљно разговарати о свим питањима „од економије до транспорта“ договореним у „свеобухватном оквиру за нормализацију“, док је Today's Zaman закључио да је овај опрезни приступ турских власти имао за циљ да умањи критике Азербејџана и Турака националиста који су се жалили на „подвргавање притиску Запада“, али наставља да цитира неименованог западног дипломату који је у разговору за Ројтерс потврдио да су „сви документи договорени у принципу“ и да „говоримо о недељама или месецима“.

### Реакције на привремену "мапу пута"
Јерменска револуционарна партија одговорила је на ту најаву на састанку иза затворених врата 26. априла одлуком да повуче својих 16 посланика, који су имали три министарства у јерменској влади. Иако је јерменски председник Саргсјан изјавио да нису договорени никакви уступци и да ће детаљи бити објављени, политички директор Јерменске револуционарне партије Гиро Манојан је навео да та партија себе сматра превареном јер није унапред обавештена о споразуму и да би одустајање од јерменских територијалних претензија за које се наводи да су део споразума било неприхватљиво радикална промена у спољној политици земље.
Реакција на најаву у Турској била је пригушенија јер се лидер опозиционе Партије националистичког покрета Бахчели пожалио да „Јерменија зна шта се дешава; Швајцарска зна шта се дешава; турски званичници укључени у процес знају. То значи да су турски народ и парламент једини који немају информације о процесу", пре него што закључи да би "било од користи када би премијер или министар спољних послова обавестили парламент. Пратићемо развој догађаја, али за сада не знамо дубину споразума. Узимајући у обзир досадашња објашњења, пратимо да ли се предузимају даљи кораци по питању отварања границе.“
Међународна реакција на ту објаву била је позитивна, упркос забринутости да би негативна реакција Азербејџана могла да утиче на европску енергетску безбедност, са заједничком изјавом комесара ЕУ за проширење Олија Рена и комесарке за спољне односе Бените Фереро-Валднер од 23. априла у којој се наводи „поздрављамо напредак у нормализацији односа између Турске и Јерменије“ и изјава из канцеларије потпредседника САД Џоа Бајдена након телефонског разговора са јерменским председником Саргсјаном у којој се наводи: „Потпредседник је аплаудирао вођству председника Саргсјана и истакао подршку администрације Јерменији и Турској у овом процесу." Америчка државна секретарка Хилари Клинтон похвалила је привремену "мапу пута" као историјски корак након телефонског разговора са јерменским министром спољних послова Налбандјаном у којем га је позвала да крене даље са трасом у настојању да нормализује односе и да направи корак напред у Нагорно- Карабашком спору.
Приближавање Јерменији било је на дневном реду састанка Турског савета за националну безбедност  28. априла у палати Чанкаја под турским председником Гулом. Након састанка, у званичном саопштењу за јавност наводи се да су „процењене недавне изјаве неких земаља и наше иницијативе у вези са догађајима из 1915. године. Међутим, наглашено је да се о историји турског и јерменског народа може разговарати само ... научно и непристрасно“, док је начелник турског генералштаба генерал Илкер Башбуг потврдио да је „премијер јасно рекао да ће се отварање границе  десити у време повлачења јерменских трупа. Са овим се потпуно слажемо.“
Након наводно напетог 7. маја, Минска група ОЕБС-а посредовала је на мировном самиту између јерменског председника Саргсјана и председника Азербејџана Илхама Алијева у резиденцији америчког амбасадора у Прагу, на маргинама конференције о Источном партнерству ЕУ, са резултатом: „нема озбиљног напретка“. Турски председник Гул се одвојено састао са двојицом лидера како би предложио четворосмерне преговоре о сукобу који би укључио Русију када се следећи пут састану на Економском форуму у Санкт Петербургу у јулу.

### Посета турског председника Азербејџану и Русији 2009. године
Јерменске власти одговориле су на коментаре турског премијера Ердогана током његове званичне посете Бакуу да „овде постоји однос узрока и последице. Узрок је окупација Нагорно-Карабаха, а последица је затварање границе. Без окончања окупације, капије неће бити отворене“ уз саопштење из кабинета јерменског председника Саргсјана које је гласило „председник је рекао да, како је више пута истицао током јерменско-турских контаката, сваки покушај Турске да се меша у решавање проблема Нагорно-Карабаха може само да нашкоди том процесу.“ Јерменски министар спољних послова Налбандјан је поновио „да смо што се тиче јерменско-турског процеса нормализације, током протекле године, на иницијативу јерменског председника заједно са нашим суседима Турцима и уз помоћ наших швајцарских партнера, напредовали ка отварању једне од последњих затворених граница у Европи и нормализацији наших односа без предуслова. Лопта је сада на турској страни. И надамо се да ће наћи мудрости и храбрости да направе последњи одлучујући корак. Желимо да будемо уверени да неопходна политичка воља може на крају оставити иза себе менталитет прошлости.“ Председник Јерменске револуционарне партије Армен Рустамијан је одговорио оптужујући Турску да „покушава да диктира услове у процесу решавања Нагорно-Карабаха, видљиво држећи се на страни Азербејџана и прикривајући јерменско-азербејџански сукоб”.
Ердоган је долетео из Бакуа у Сочи, у Русији, у „радну посету“ руском премијеру Владимиру Путину 16. маја, и изјавио да „Турска и Русија имају одговорности у региону. Морамо да предузмемо кораке за мир и добробит региона. То укључује проблем Нагорно-Карабаха, блискоисточни спор, проблем Кипра“. Путин је одговорио да „Русија и Турска траже да се такви проблеми реше и да ће то олакшати на сваки начин“, али „што се тиче тешких проблема из прошлости – а проблем Карабаха је међу таквим питањима – учесници треба да пронађу компромис у конфликту. Остале државе које помажу у постизању компромиса у овом аспекту могу играти улогу посредника и гаранта за спровођење потписаних споразума.“
Заменик председника јерменског парламента Самвел Никојан поздравио је групу турских новинара у посети рекавши: „Лепо је што сте овде да успоставите везе између новинара две земље. Постоје везе међу народима. И волео бих да постоје везе између два парламента.“ Новинарима, који су били део пројекта Међународне фондације Хрант Динк за дијалог између Турске и Јерменије, касније су одбијене визе за посету спорном региону Карабаха, што је, према речима председника Јавног савета Карабаха за спољну политику и безбедност Масиса Мајилијана, био политички мотивисан одговор на Ердоганову изјаву у Бакуу.

## Потписивање споразума
Након више од годину дана преговора, споразум између Јерменије и Турске потписали су министри спољних послова две земље Ахмет Давутоглу и Едуард Налбандјан 10. октобра 2009. Потписивање је обављено у Цириху, у Швајцарској.
Церемонија потписивања је одложена за три сата када су се појавиле несугласице приликом потписивања око неидентификованих „неприхватљивих формулација“, према Јерменији.

## Реакција Азербејџана
У Азербејџану је крајње негативно примљено потписивање Протокола који предвиђају успостављање дипломатских односа и отварање турско-јерменске границе без помињања сукоба у Нагорно-Карабаху. Након потписивања Протокола, азербејџанско министарство спољних послова објавило је саопштење у којем се наводи да је тај потез „директно у супротности са националним интересима Азербејџана и засењује дух братских односа између Азербејџана и Турске изграђених на дубоким историјским коренима“. Председник Азербејџана Илхам Алијев дао је изјаве у којима је наговестио да би Азербејџан могао да повећа цену гаса који се продаје Турској и да преусмери своје ресурсе гаса ка Русији, а не да настави да развија гасне пројекте са Турском и западним земљама. Истовремено, Азербејџан је финансирао лобирање, односе с јавношћу и медијске напоре против Протокола. Убрзо након потписивања Протокола, турски министар спољних послова Давутоглу изјавио је да је повлачење јерменских снага са територије Азербејџана и даље једно од „примарних националних питања Турске“. У децембру 2009. премијер Ердоган је изјавио да је процес турско-јерменске нормализације условљен повлачењем јерменских трупа са територије Азербејџана и експлицитно је повезао турско-јерменски процес са конфликтом у Нагорно-Карабаху.

## Обустава процеса ратификације
12. јануара 2010. године, Протоколи су послати Уставном суду Јерменије како би се потврдила њихова уставност. Иако је утврдио да су протоколи у складу са Уставом Јерменије, Уставни суд се позвао на преамбулу протокола, посебно на три главна питања. Прво, Суд је навео да ће Јерменија наставити своје напоре да тражи светско признање геноцида над Јерменима. Друго, одбацила је било какву везу између новог споразума са Турском и питања Нагорно-Карабаха. Треће и најважније, наводи се да примена протокола не подразумева званично признање Јерменије постојеће турско-јерменске границе успостављене Уговором из Карса из 1921. године. Тиме је Уставни суд одбацио једну од основних премиса протокола, односно „међусобно признавање постојеће границе између две земље дефинисане релевантним уговорима међународног права“. Убрзо након тога, турско министарство спољних послова објавило је саопштење у којем се описује одлука Суда као да садржи „предуслове и рестриктивне одредбе које нарушавају слово и дух протокола“. Турски министар иностраних послова Ахмет Давутоглу изразио је незадовољство и остао при ставу да је Суд ефективно ревидирао протоколе и створио нову правну ситуацију.
Јермени широм света протестовали су против споразума због контроверзних уступака које се јерменско руководство спремало да учини, посебно у вези са геноцидом над Јерменима и турско-јерменском границом. На крају је јерменска владајућа коалиција одлучила да се обрати председнику са захтевом да обустави процес ратификације након што је турски премијер Ердоган више пута најавио да турска ратификација зависи од мировног споразума у сукобу у Нагорно-Карабаху. У њиховој изјави од 22. априла 2010. стоји:
 С обзиром на одбијање турске стране да испуни услов за ратификацију споразума без предуслова у разумном року, чиме се обесмишљава наставак процеса ратификације у националном парламенту, сматрамо да је неопходно обуставити овај процес.
(...)
Политичка већина у Народној скупштини сматра неприхватљивим изјаве турске стране последњих дана, посебно премијера Ердогана, који је поново ставио ратификацију јерменско-турских протокола од стране турског парламента у директну зависност од резолуције о Нагорно - Карабах. 
Истог дана председник Саргсјан је суспендовао процес ратификације, најављујући да Јерменија не обуставља процес нормализације односа са Турском у целини.<refHairenik. „President Sarkisian Announces Suspension of Protocols”. Armenian Weekly. Приступљено 24. 4. 2016.</ref>
Савет безбедности Јерменије је 1. марта 2018. званично поништио протоколе који су дуго мировали.